# 完美主义

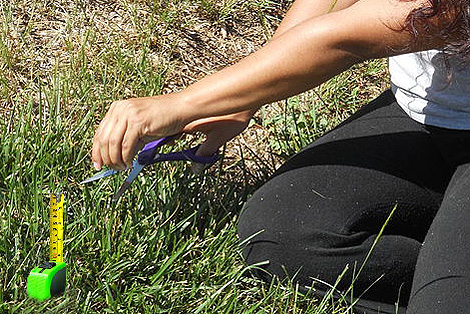
完美主义者在测量和割草

完美主义（英語：perfectionism）在心理学中指一种不断追求快而準或基本準確的主义，追求完美的性格或主义，其往往伴随着自我否定和对他人评价的关注。完美主义有多维度的性格，它有着积极的一面，也有消极的一面。病态的完美主义会使人追求过高且无法实现的目标，并会在他们失败时带来极大的痛苦。完美主義驅使人們關注實現無法實現的理想或不切實際的目標，往往導致多種形式的適應問題，如抑鬱、焦慮、強迫症、低自尊心、自殺念頭和傾向以及許多其他心理、生理、關係、和兒童、青少年和成人有关問題。而正常的完美主义能带给人们追求目标的动力，同时给他们带来乐趣。

## 定义
完美主义者也被描述成那些不断追求一些不现实目标的人，他们只能用自己的工作效率和成就来评估自我价值。试图推动自己达到不现实的目标往往会带来悲伤。这些完美主义者在没有达到自己的目标的时候往往会埋怨自己。而完美主义者往往被误解成这种人。
完美主義者傾向於將自己與自己的缺陷或他們認為是缺陷的東西（例如負面情緒）分開，並且可能變得虛偽和對他人過於挑剔，尋求美德的幻覺來隱藏自己的惡習。研究人員已經開始研究完美主義在抑鬱症、焦慮症、飲食失調和人格障礙以及自殺等各種精神障礙中的作用。每種障礙都與多維完美主義量表上三個子量表的不同水平相關。例如，年輕女性的社會規定完美主義與更大的身體形像不滿意和避免關注體重和外表的社交場合有關。
完美主義傾向與應對壓力的方法之間存在的關係也得到了一些詳細的研究。那些表現出與完美主義相關的傾向的人，例如對過去事件的沉思或對錯誤的執著，傾向於使用更被動或迴避的應對方式。他們還傾向於利用自我批評作為應對方法。這與將自我批評概念化為完美主義核心要素的理論是一致的。

## 正面影响
完美主义能够给人们带来面对失败和挫折的勇气，締造出基本原理，免去易使人死、不良感覺的刺激性及刺激。

## 性格
完美主义是雷蒙德·卡特尔的16种性格之一。根据这个结构，这些人可以是完美主义者：
1. 有组织
2. 容易入迷
3. 自我约束力强
4. 社会性强的
5. 有很强的意志的
6. 有控制力的

完美主義同是資優人士常見的精神問題之一。留意D. E. Hamachek的論文便可發現關於完美主義的特定行動可分為六種 。
1. 情緒上抑鬱（並非慢性憂鬱症）
2. 受到「應該這樣做」的心情苛責
3. 羞恥與罪惡感
4. 為保面子的行動
5. 膽怯且拖拖拉拉
6. 自卑感

過往研究認為女性具備此人格的比率高於男性，但此種說法並不正確。應解讀為：完美主義在男女的表現方式通常不同。普遍被觀察到男性的完美主義表現，因與男性被賦予的既有形象結合，例如有責任感與積極的領導者；又男性的情緒表現被要求以憤怒與攻擊的方式呈現，而焦慮與恐懼則被禁止，故相較於女性的表現方式更不易被認定與病理化解釋。
資優的孩童以自己的精神年齡（自己的思考程度）作為標準，本来就与身體年齡不相稱了，再加上完美主義就更為痛苦了。儘管能夠理解，卻因人生經驗不足，難以執行與精神年齡同级别的行動而飲恨。此外，尚未达到自己能力极限的資優因為任何事情都能做好而缺乏失敗的機會，因而助長了完美主義。

## 完美主义者代表人物
- 弗里德里希·威廉·尼采
- 罗温·艾金森
- 塞缪尔·泰勒·柯勒律治

## 相關
- 職業
- 安全
- 現實主义